# David Kim
David Kim (29 de marzo de 1998) es un deportista estadounidense que compite en taekwondo.
Ganó una medalla de bronce en los Juegos Panamericanos de 2019, y dos medallas en el Campeonato Panamericano de Taekwondo, bronce en 2021 y plata en 2022.

## Palmarés internacional
| Juegos Panamericanos    | Juegos Panamericanos         | Juegos Panamericanos | Juegos Panamericanos |
| Año                     | Lugar                        | Medalla              | Categoría            |
| ----------------------- | ---------------------------- | -------------------- | -------------------- |
| 2019                    | Lima (Perú)                  | Medalla de bronce    | –58 kg               |
| Campeonato Panamericano |                              |                      |                      |
| Año                     | Lugar                        | Medalla              | Categoría            |
| 2021                    | Cancún (México)              | Medalla de bronce    | –58 kg               |
| 2022                    | Punta Cana (Rep. Dominicana) | Medalla de plata     | –58 kg               |